# Битка код Кесега (1532)
Опсада Кесега (1532) била је битка између Хабзбуршке монархије и Османског царства, део Аустро-турским ратова. Завршила се хришћанском победом.

## Позадина
Кесег (мађ. Köszeg) је град у западној Мађарској близу аустријско-мађарске границе. Помиње се у 9. веку као castellum Guntionis. Војни значај му је знатно порастао у 16. веку, пошто се налазио на важном операцијском правцу Осијек - Велика Канижа - Беч, којим су Турци надирали у хабсбуршке земље.
Пошто је у борбама за угарски престо након битке на Мохачу 1526. мађарско племство већим делом пристало уз домаћег краља Јаноша Запољу, развио се у Угарској грађански рат између његових присталица и надвојводе Фердинанда од Аустрије - кога су подржавала властела Горње Угарске (Словачка) и Хрватске. Запоља је тада позвао у помоћ Турке. Сулејман Величанствени је то прихватио и повео велику армију против Фердинанда, оспоравајући Хабсбурговцима власт над Угарском.
Сулејман Величанствени је 8. септембра 1529. заузео Будим и Запоља је проглашен за угарског краља као турски вазал. Сулејман је затим опсео Беч са око 100.000 војника (рачунајући и више десетина хиљада помоћних трупа) и 300 топова. Утврђени град бранило је 16-17.000 војника и 70 топова. У недостатку већих опсадних топова Турци су се после 20-дневне опсаде повукли.
Пошто су аустријске трупе и даље угрожавале Запољину престоницу Будим, Сулејман је 1532. повео нови поход против Аустрије, са око 32.000 редовних и неколико десетина хиљада нередовних трупа. Овог пута скренуо је од Осјека краћим правцем кроз југозападну Мађарску на Кесег.

## Опсада
У трећем походу на Беч 1532, под султаном Сулејманом Величанственим, Турци су 9. августа стигли пред Кесег. Град је бранило 700 наоружаних сељака и грађана и 38 најамника-коњаника под капетаном Николом Јуришићем. Браниоци Кесега, препуштени сами себи, издржали су опсаду од 9. до 30. августа и одбили неколико јуриша, нарочито жестоких 19, 23. и 27. августа, вишеструко надмоћнијих турских снага, што је цару Фердинанду I омогућило да прикупи знатне снаге у рејону између Бечког Новог Места и Беча. Најзад, дошло је до компромиса: уз сагласност Јуришића, Турци су истакли своју заставу на бедемима приводно заузетог града, па су се вратили у Београд.

## Последице
Уместо да похита на Беч и да појединачно потуче Фердинандове трупе у прикупљању, султан се 21 дан задржао под Кесегом. Пошто је у међувремену Фердинанд између Бечког Новог Места и Беча окупио армију са око 80.000 људи, Сулејман је одустао од даљег освајања и после симболичне предаје Кесега скренуо за Београд, пљачкајући поред Граца и Вараждина. Султан је 1533. прихватио први мир са Аустријом, пристајући на поделу Мађарске.
Цар Фердинанд је 1537. поклонио град и тврђаву Кесег Николи Јуришићу.